# 糞小桿線蟲
糞小桿線蟲（學名：Strongyloides stercoralis，俗名：threadworm(美)。又稱糞線蟲)是一種在人類身上的線蟲(寄生蟲)，會導致糞線蟲感染症。
糞小桿線蟲可以寄宿在人身上。成蟲階段時活在小腸的黏膜上。類圓線蟲屬（Strongyloides）現時包含53個物種，而本物種是其模式種。
糞小桿線蟲的卵在土中孵化，桿狀幼蟲可經皮膚鑽入人體內造成感染，也可以由母體經由哺乳傳染給嬰兒，也可以自體感染。傳入人體後，可在皮膚、肺臟，及十二指腸黏膜處寄生，成蟲最終在十二指腸黏膜深處寄生。可能與免疫不全有關聯。
可能有的臨床症狀有：皮膚炎、肺炎、上腹部疼痛、腹瀉、過度感染症候群、全身性糞線蟲症等等。
診斷可由糞便中或是痰液中採集到桿狀幼蟲而確診。
治療則可以使用Albendazole、Ivermectin或是Mebendazole來治療。